# Doris Lessing
Doris Lessing CH OBE (sinh Doris May Tayler tại Kermanshah, Ba Tư, ngày 22 tháng 10 năm 1919 – 17 tháng 11 năm 2013) là một nhà văn Anh đoạt giải Nobel và là tác giả của các tác phẩm và tiểu thuyết như The Grass is Singing (Cỏ hát) và The Golden Notebook (Cuốn sổ vàng).
Năm 2007, Lessing được trao giải Nobel Văn học. Bà được Viện Hàn lâm Thụy Điển mô tả là một "người viết sử thi của sự trải nghiệm phụ nữ, đầy nghi hoặc, nhiệt huyết có sức khôn ngoan, chín chắn để chinh phục nền văn minh phân hóa đến mức kỹ lưỡng" ("that epicist of the female experience, who with scepticism, fire and visionary power has subjected a divided civilisation to scrutiny"). Lessing là người phụ nữ thứ 11 đoạt giải thưởng này trong 106 năm lịch sử giải Nobel.

## Tiểu sử
Lessing sinh ra trong một gia đình cha là đại úy Alfred Tayler và mẹ là Emily Maude Tayler (nhũ danh McVeagh), cả hai là người Anh và có quốc tịch Anh. Cha cô, người bị cụt một chân khi đang phục vụ trong Chiến tranh thế giới thứ nhất, gặp người vợ tương lai của mình, một y tá, tại Bệnh viện Miễn phí Hoàng gia nơi ông đang hồi sức sau phẫu thuật cắt cụt.
Alfred Tayler dời gia đình đến Kermanshah, ở Ba Tư (ngày nay là Iran), để làm viên thư ký cho Ngân hàng Đế quốc Ba Tư và tại đây Doris Lessing đã chào đời năm 1919. Sau đó gia đình họ đã dời đến Nam Rhodesia (thuộc địa Anh, ngày nay là Zimbabwe) năm 1925 để làm nông trang trồng bắp, khi cha của Lessing mua khoảng 1000 mẫu đất. Mẹ của Lessing cố sống một cuộc sống theo phong cách Edwardian ở môi trường khắc nghiệt. Nông trại đã không thành công và không mang lại lợi tức như họ mong đợi.
Lessing theo học tại Trường Trung học Tu viện Dominica, một trường toàn nữ tu viện Công giáo La Mã ở Salisbury (ngày nay là Harare). Lessing bỏ học năm lên 13, và sau đó tự học. Cô rời nhà năm lên 15 và làm một người giữ trẻ, và vào thời này Lessing bắt đầu đọc các tác phẩm về chính trị học và xã hội học mà người thuê cô đã đưa cho cô. Cô bắt đầu viết khoảng trong giai đoạn này. Năm 1937, Lessing đến Salisbury làm một tổng đài viên, và cô sớm kết hôn với người chồng đầu tiên, Frank Wisdom. Họ có với nhau 2 người con trước khi cuộc hôn nhân đổ vỡ năm 1943.
Sau cuộc ly hôn, Lessing đã tham gia Câu lạc bộ Left Book, một câu lạc bộ sách chủ nghĩa xã hội, và ở đây bà đã gặp người chồng thứ hai của mình, Gottfried Lessing. Họ đã kết hôn ngay sau khi bà gia nhập câu lạc bộ và họ đã có với nhau một người con trước khi cuộc hôn phối kết thúc bằng ly hôn năm 1949. Gottfried Lessing sau này trở thành đại sứ Đông Đức tại Uganda, nhưng đã bị những người nổi dậy chống lại Idi Amin Dada giết chết một cách tình cờ. Lessing đã đến London với con trai út của bà năm 1949 và vào thời điểm này, tiểu thuyết đầu tiên của bà, The Grass Is Singing, đã được xuất bản. Tác phẩm đột phá của bà là The Golden Notebook viết năm 1962.
Năm 1954, bà đoạt Giải Somerset Maugham. Năm 1984 bà đã cố gắng xuất bản hai tiểu thuyết dưới một bút danh, Jane Somers, biểu lộ sự khó khăn của các tác giả mới phải đối mặt khi muốn tác phẩm của mình được in. Các tiểu thuyết đã bị nhà xuất bản của Lessing ở Anh Quốc từ chối nhưng lại được Knopf ở Mỹ chấp nhận. Năm 1981 bà được trao Giải quốc gia Áo cho Văn học châu Âu.
Bà đã từ chối nhận sắc phong Dame, nhưng đã chấp nhận một Companion of Honour cuối năm 1999 cho sự "phục vụ quốc gia đáng chú ý". She has also been made a Companion of Literature by the Royal Society of Literature. Ngày 11 tháng 10 năm 2007, Lessing đã được thông báo là người đoạt giải Nobel Văn học. Vào độ tuổi 87, bà là người cao tuổi nhất nhận giải Nobel văn chương về bất cứ thể loại nào.

## Danh ngôn
- "Đó mới thực sự là học. Bạn sẽ đột nhiên hiểu theo một cách mới mẻ điều gì đó mà bạn đã biết trong suốt cuộc đời" (Doris Lessing)[17]